# Khin Sok
Khin Sok, (tiếng Khmer: ឃឹន សុខ, sinh năm 1942, Kandal, cuối thời Campuchia thuộc Pháp, mất ngày 10 tháng 10 năm 2011 tại Paris) là một nhà sử học, nhà ngôn ngữ học, văn học và nghệ thuật người Campuchia. Ông có bằng tiến sĩ lịch sử ở Paris, xuất bản các công trình khoa học, rồi làm giáo sư giảng dạy tại Đại học Hoàng gia Phnôm Pênh và là thành viên của Học viện Hoàng gia Campuchia. Các ấn phẩm của ông trong nửa sau của thế kỷ 20 đã góp phần sâu sắc vào việc giải thích khoa học các nguồn sử liệu, văn học và sự phát triển hệ thống của tiếng Khmer hiện đại. Là người tham gia phong trào Khmer hóa, ông khuyến khích thúc đẩy một nước Campuchia độc lập về văn hóa trên cơ sở giáo dục sự khai sáng và học thuật trong bối cảnh quốc tế.

## Sự nghiệp

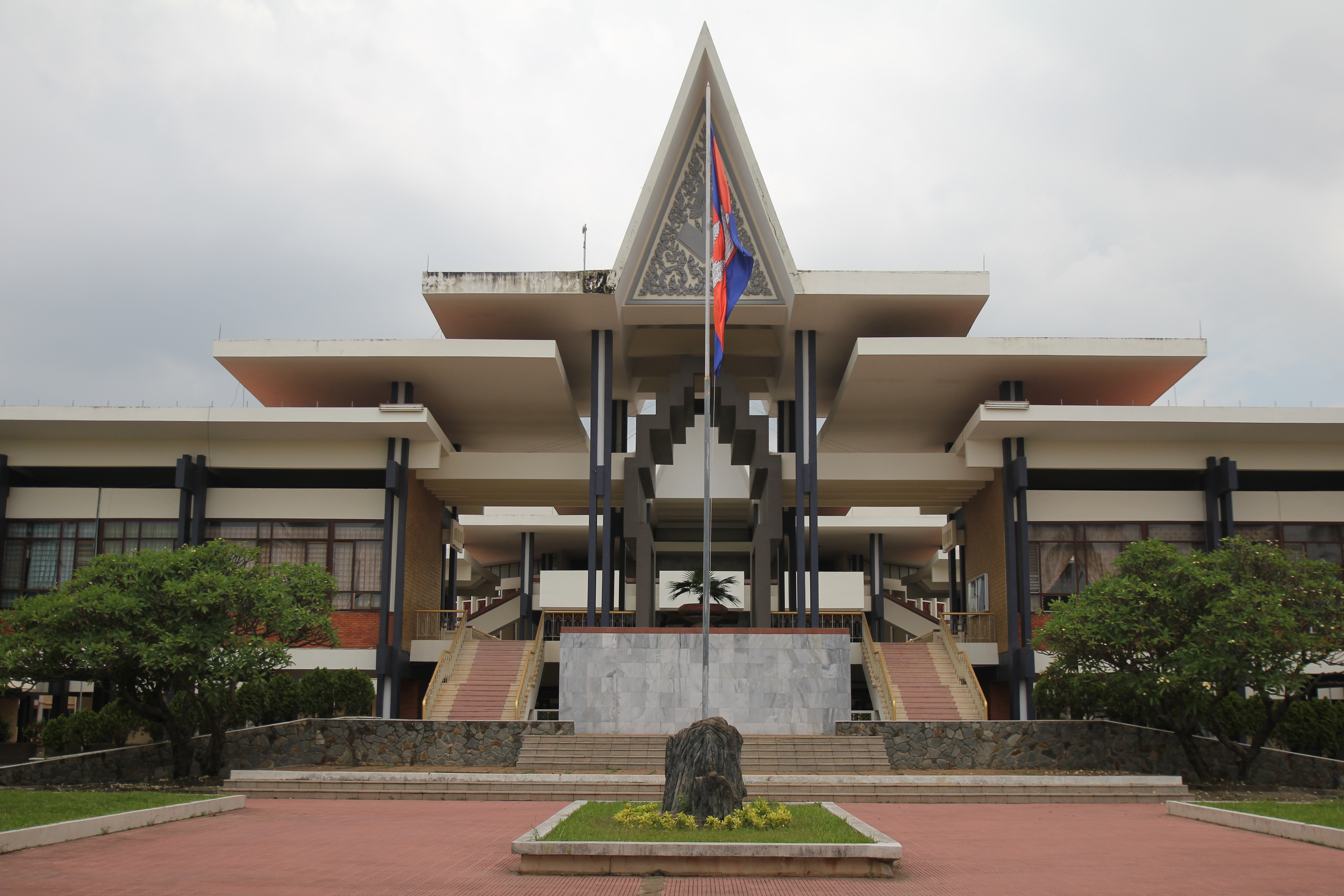
Đại học Hoàng gia Phnôm Pênh (RUPP) là trường đại học quốc gia Campuchia.

Sau khi đạt được thành công các chứng chỉ và học vị trong văn học và nghệ thuật tiên tiến, Khin Sok đã dạy tiếng Khmer từ năm 1973 đến 1993 tại Viện Ngôn ngữ và Văn minh phương Đông (INALCO) và xuất bản những tác phẩm đầu tiên của ông (Nghiên cứu Môn – Khmer, Sửa đổi Lịch sử) ở Paris trong Tập san Viện Viễn Đông Bác cổ.
Từ năm 1975, ông đã tiến hành nghiên cứu, sửa đổi, giải thích và dịch bộ Biên niên sử Hoàng gia Campuchia, đỉnh cao là năm 1988 trong tác phẩm "Biên niên sử Hoàng gia Campuchia (Từ Bana Yat đến khi chiếm Lanvaek từ năm 1417 đến 1595). Bản dịch tiếng Pháp với so sánh các phiên bản khác nhau và đề tựa" – một bản sửa đổi và giải thích lại được hoan nghênh nhiệt liệt từ các tác phẩm trước đây của các học giả châu Âu. Ông và học giả đồng nghiệp Mak Phoeun đã gom các tác phẩm khác biệt được xử lý riêng lẻ, theo phong cách và phương pháp của hầu hết các tác giả người Pháp và sắp xếp chúng vào một bối cảnh mới. Trong những năm 1970 và 1980, ông đã xuất bản một số tác phẩm về việc giải thích các bản khắc của nhiều tàn tích đền thờ khác nhau của Đế quốc Khmer. Chuyên môn của ông đã giúp bổ sung và xác định Niên biểu lịch sử Hoàng gia Campuchia thực sự.
Bắt đầu từ cuối những năm 1980, ông đã sản xuất một số bài báo khoa học về lịch sử và các mối quan hệ giữa An Nam (Việt Nam ngày nay), Xiêm (Thái Lan ngày nay) và Campuchia thời tiền thuộc địa. Năm 1991 ông cho xuất bản các tác phẩm khái quát mang tên "Campuchia bị siết chặt giữa giữa Xiêm và Việt Nam (từ năm 1775 đến 1860)" và "Việt Nam sáp nhập Campuchia vào thế kỷ 19 như được kể lại trong hai bài thơ do Hòa thượng Botum Baramey Pich sáng tác (Câu chuyện về Kampoub Ter Ong)".
Trong thập niên 1990, các ấn phẩm của Khin Sok đã chuyển sang các chủ đề ngôn ngữ, như cuốn sách ngữ pháp đầu tiên về tiếng Khmer hiện đại, là sách hướng dẫn tiếng Khmer toàn diện khi hợp tác với Claude Jacques và Yoshiaki Ishizawa và từ điển Campuchia – Pháp đương đại, tiếp theo là tác phẩm kết tinh: "La khmérisation de l’enseignement et l’indépendance culturelle au Cambodge – Về Khmer hóa giáo dục và sự độc lập văn hóa của Campuchia". 
Trong những năm sau đó, ông thay phiên dạy lịch sử và văn minh của các quốc gia Đông Nam Á ở Phnôm Pênh và Paris phù hợp với chuyên môn của mình và đáp ứng truyền thống trao đổi học thuật và hợp tác. Khin Sok là một thành viên nổi bật của "Hiệp hội Văn hóa Pháp – Khmer", "Hiệp hội Sinh viên Campuchia" nằm trong Mạng lưới Học thuật Pháp và Campuchia.

## Bằng cấp và học vị
- Cử nhân văn học (Khoa Nghệ thuật Phnôm Pênh, 1967)
- Chứng chỉ nghiên cứu văn học Khmer tiên tiến (Phnôm Pênh, 1968)
- Văn bằng EPHE (Phần 4, 1971)
- Tiến sĩ Lịch sử (Đại học Paris VI, 1975)
- Tiến sĩ Văn học và Khoa học Nhân văn (EHESS, 1987)
- Giáo sư Đại học

## Nghề nghiệp
- Giáo viên toán cấp ba ở Phnôm Pênh
- Giáo sư lịch sử tại trường Đại học Phnôm Pênh
- Giáo sư tại Viện Ngôn ngữ và Văn minh phương Đông từ năm 1973 cho đến khi nghỉ hưu (từ trợ lý giáo sư đến giảng viên).
- Thành viên của Học viện Hoàng gia Campuchia.[15]

## Ấn phẩm
- Biên niên sử Hoàng gia Campuchia (Từ Ponhea Yat cho đến khi để mất Longvek – từ năm 1417 đến 1595). Bản dịch tiếng Pháp với sự so sánh của các phiên bản khác nhau và đề tựa. EFEO xuất bản, Bộ sưu tập các văn bản và tài liệu về Đông Dương, XIII, 1988, 471 trang.
- Campuchia bị siết chặt giữa Xiêm và Việt Nam (từ năm 1775 đến 1860). EFEO xuất bản, Bộ sưu tập các văn bản và tài liệu về Đông Dương, XVIII, 1991, 350 trang. gồm bản đồ.
- Ngữ pháp tiếng Khmer hiện đại, với lời đề tựa của Claude Hagère (Giáo sư Collège de France), Paris, You Feng Ed., 1999, 620 trang.
- Việt Nam sáp nhập Campuchia vào thế kỷ 19 như được kể lại trong hai bài thơ do Hòa thượng Botum Baramey Pich sáng tác (Câu chuyện về Kampoub Ter Ong), Paris, You Feng Ed., 2002, 416 trang.
- Cẩm nang về sử thi Campuchia, với sự cộng tác của Claude Jacques và Yoshiaki Ishizawa. Tập I, Paris, EFEO/UNESCO và Chính phủ Nhật Bản, 2007, 215 trang.
- Ngữ pháp tiếng Campuchia, Phnôm Pênh, Học viện Hoàng gia Campuchia xuất bản, 2007, 501 trang.
- Đóng góp cho các dự án chung và các bài báo tạp chí.[16]